# Уорхерст, Рой
Ро́й Уо́рхерст (англ. Roy Warhurst; 18 сентября 1926, Хандсворт, Шеффилд — 7 января 2014, Бирмингем, Западный Мидленд) — английский футболист, играл на позиции флангового полузащитника.

## Биография

### Игровая карьера
В сентябре 1944 года Уорхерст подписал профессиональный контракт с «Шеффилд Юнайтед», но дебютировал за «клинков» только в сезоне 1946/47, сыграв два матча в Первом дивизионе. За четыре сезона в составе этой команды он сыграл только 17 игр и забил 2 гола, в том числе 9 игр во Втором дивизионе, но так и не закрепился в основном составе.
В марте 1950 года перешёл в клуб Первого дивизиона «Бирмингем Сити»; сумма трансфера составила 8000 фунтов стерлингов. По итогам того сезона «синие» вылетели во Второй дивизион и Уорхерст продолжил играть за эту команду. Осенью 1951 года он стал уже основным игроком клуба и продолжал играть за «Бирмингем Сити» последующие шесть сезонов. В сезоне 1956/57 он стал капитаном «Бирмингема» и принимал участие в розыгрыше Кубка ярмарок, розыгрыш которого стал первым еврокубковым турниром в истории английских клубов.
Летом 1957 года перешёл в «Манчестер Сити»; сумма трансфера составила 10 тысяч фунтов стерлингов. В составе «горожан» он отыграл полтора сезона и помог своему новому клубу занять в чемпионате 5-е место. В марте 1959 года он был продан в «Кру Александра», игравшую в Четвёртом дивизионе, в котором за два сезона сыграл 51 матч и забил 1 гол.
Летом 1960 года перешёл в «Олдем Атлетик», за который сыграл 8 матчей и покинул команду. Его последним клубом в карьере стал «Банбери Юнайтед», в котором он в 1964 году закончил карьеру в возрасте 38 лет.

### Смерть
Скончался 7 января 2014 года в Бирмингеме в возрасте 87 лет.